# Demansia rimicola
Demansia rimicola là một loài rắn trong họ Rắn hổ. Loài này được Scanlon mô tả khoa học đầu tiên năm 2007.